# Luksemburg na Letnich Igrzyskach Olimpijskich 1972
Reprezentacja Luksemburga na Letnich Igrzyskach Olimpijskich 1972 w Monachium liczyła 11 zawodników.

## Reprezentanci Luksemburga na Igrzyskach

### Kolarstwo szosowe
Mężczyźni
- Erny Kirchen - indywidualnie - 27. miejsce
- Lucien Didier - indywidualnie - 56. miejsce

### Lekkoatletyka
Mężczyźni
- Charel Sowa

chód 20 km - 18. miejsce
chód 50 km - 10. miejsce

### Łucznictwo
Mężczyźni
- Marcel Balthasar - 39. miejsce

Kobiety
- Nelly Wies-Weyrich - 24. miejsce

### Sztrzelectwo
Mężczyźni
- Michel Braun - Pistolet szybkostrzelny 25 m - 38. miejsce

### Szermierka
Mężczyźni
- Robert Schiel - floret - odpadł w ćwierćfinałach
- Remo Manelli - floret - odpadł w eliminacjach
- Alain Anen - floret - odpadł w eliminacjach
- Aly Doerfel, Robert Schiel, Remo Manelli, Alain Anen, Romain Manelli - floret drużynowo - odpadli w eliminacjach